# Sängervireo
Der Sängervireo (Vireo gilvus) ist ein nordamerikanischer Singvogel.

## Merkmale

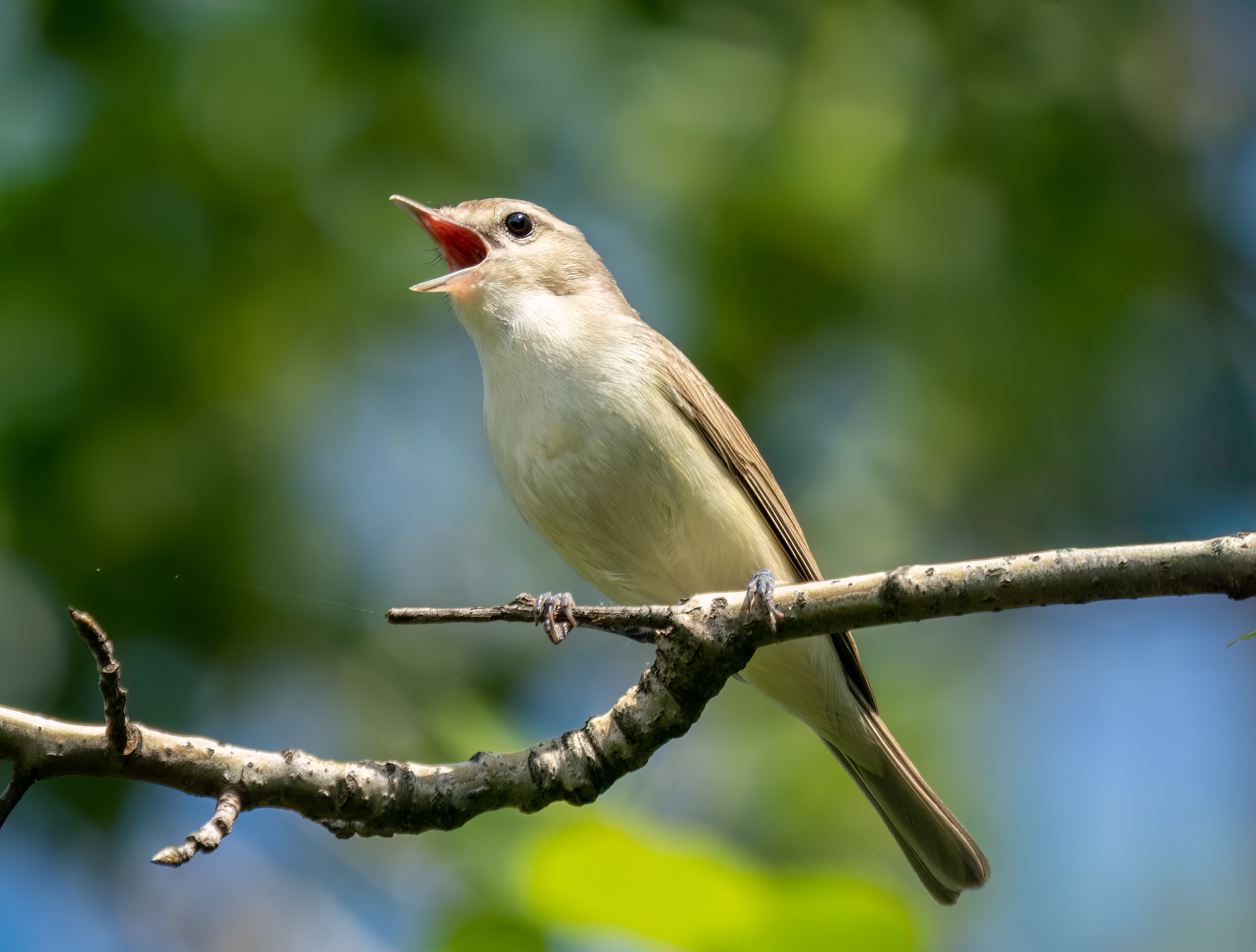
Singender Sängervireo

Der 12 cm lange und 12 g schwere Sängervireo ist ein Vogel mit grauem Rücken, gelbbraunem Bauch, weißem Überaugenstreif und blassgelben Flanken. Er hat dicke blau-graue Beine und einen kräftigen Schnabel. Mit seinem melodischen Gesang mit langen, schwingenden Strophen unterscheidet er sich von den kurzen Rufen anderer Vireo-Arten.

## Vorkommen

Verbreitungsgebiet des Sängervireos:
Brutgebiete
Durchzugsgebiete
Ganzjähriges Vorkommen
Vorkommen außerhalb der Brutzeit

Dieser Vogel brütet in offenen Laubwäldern, oft in der Nähe von Flüssen, von Südkanada bis Mexiko und überwintert im tropischen Regenwald in Zentralamerika südlich bis Nicaragua.

## Verhalten
Der Sängervireo sucht in den mittleren Baumschichten nach Insekten und Spinnen, die er von der Borke und von den Blättern pickt. Daneben gehören, besonders vor dem Vogelzug, auch Beeren zur Nahrung.

## Fortpflanzung

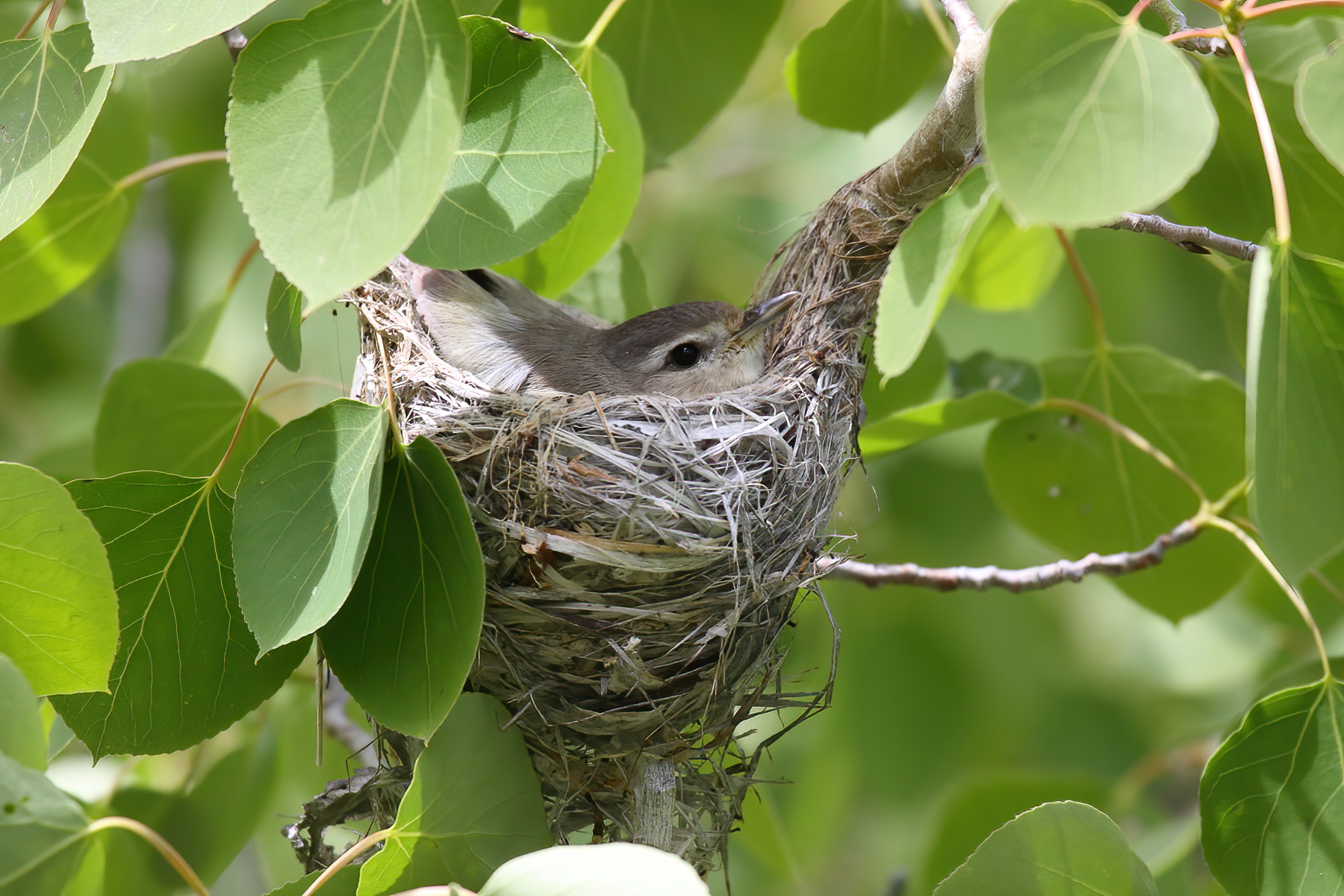
Brütender Sängervireo

In einem korbartigen Nest, das in einer Astgabel hoch oben in einem Baum hängt, werden drei bis vier Eier gelegt und von beiden Elternvögeln zwölf Tage lang ausgebrütet. Die Jungvögel verlassen im Alter von 16 Tagen das Nest.
Der Sängervireo wird manchmal Opfer des brutschmarotzenden Braunkopf-Kuhstärlings.